# Tittente
Tittente är ett mindre samhälle som ligger utanför Svedala och tillhör Svedala kommun i Skåne län. Väg E65 mellan Malmö och Ystad går förbi Tittente. År 2008 presenterades en plan för utbyggnad av orten med 30 villor.
Ortnamnet kommer från de värdshus som funnits i Tittente. Att man "titt in te'" värdshuset. Namnet uttalas Titt-än-te.